# Gornji Milanovac
Gornji Milanovac (ćir.: Горњи Милановац) je grad i središte istoimene općine u Moravičkom okrugu u Srbiji.

## Stanovništvo
U Gornjem Milanovacu živi 23.982 stanovnika, od toga 18.869 punoljetna stanovnika, a prosječna starost stanovništva iznosi 36,8 godina (35,9 kod muškaraca i 37,6 kod žena). U naselju ima 7.786 domaćinstava, a prosječan broj članova po domaćinstvu je 3,08.
Prema popisu stanovništva iz 1991. godine u gradu je živjelo 	22.432 stanovnika.
| Etnički sastav 2002. |            |        |
| Narod                | Stanovnika | %      |
| Srbi                 | 23.230     | 96,86% |
| Crnogorci            | 134        | 0,55%  |
| Jugoslaveni          | 78         | 0,32%  |
| Romi                 | 72         | 0,30%  |
| Makedonci            | 37         | 0,15%  |
| Hrvati               | 33         | 0,13%  |
| Slovenci             | 10         | 0,04%  |
| Mađari               | 10         | 0,04%  |
| ostali               | 36         | 0,15%  |
| nepoznato            | 170        | 0,70%  |

| broj stanovnika | 2697  | 3402  | 4492  | 10972 | 17791 | 22432 | 23982 |
|                 | 1948. | 1953. | 1961. | 1971. | 1981. | 1991. | 2001. |

## Vanjske poveznice
- Službene stranice grada
- Web portal grada Gornji Milanovac